# Mohelnice, Plzeň-jih
Mohelnice là một làng thuộc huyện Plzeň-jih, vùng Plzeňský, Cộng hòa Séc.